# Tiro ai XV Giochi dei piccoli stati d'Europa
Le gare di tiro ai XV Giochi dei piccoli stati d'Europa si sono svolte dal 28 al 31 maggio 2013.

## Calendario
| Tiro a segno | Uomini |   | Carabina       |   |   | Pistola |   | 2 |
| Tiro a segno | Donne  |   | Carabina       |   |   | Pistola |   | 2 |
| Tiro a volo  | Uomini |   | Fossa olimpica |   |   |         |   | 1 |
| Tiro a volo  | Donne  |   |                |   |   |         |   | 0 |
| Totale       | Totale | 0 | 3              | 0 | 0 | 2       | 0 | 5 |

## Medagliere
| #      | Nazione       | Oro | Argento | Bronzo | Totale |
| ------ | ------------- | --- | ------- | ------ | ------ |
| 1      | Cipro         | 2   | 1       | 0      | 3      |
| 2      | Islanda       | 1   | 2       | 1      | 4      |
| 3      | Liechtenstein | 1   | 1       | 0      | 2      |
| 4      | Malta         | 1   | 0       | 0      | 1      |
| 5      | Monaco        | 0   | 1       | 0      | 1      |
| 6      | Lussemburgo   | 0   | 0       | 3      | 3      |
| 7      | San Marino    | 0   | 0       | 1      | 1      |
| Totale | Totale        | 5   | 5       | 5      | 15     |

## Podi

### Uomini
| Evento                     | Oro                | Punti          | Argento              | Punti              | Bronzo                      | Punti       |
| Tiro a segno               |                    |                |                      |                    |                             |             |
| Pistola ad aria compressa  | Tomas Videro       | 201,7          | Ásgeir Sigurgeirsson | 197,4              | Paolo Cecchini              | 172,7       |
| Carabina ad aria compressa | Marc-André Kessler | 201,3          | Eric Lanza           | 195,9              | Guðmundur Helgi Christensen | 172,5       |
| Tiro a volo                |                    |                |                      |                    |                             |             |
| Fossa olimpica             | Adonis Mylonas     | Adonis Mylonas | Marios Sophocleous   | Marios Sophocleous | Lyndon Sosa                 | Lyndon Sosa |

### Donne
| Evento                     | Oro             | Punti | Argento             | Punti | Bronzo        | Punti |
| Tiro a segno               |                 |       |                     |       |               |       |
| Pistola ad aria compressa  | Eleanor Bezzina | 191,2 | Jorunn Hardardóttir | 187,6 | Nancy Jans    | 165,7 |
| Carabina ad aria compressa | Artemis Panteli | 203,3 | Julia Berginz       | 199,7 | Carole Calmes | 178,1 |